# Il duca nero
Il duca nero è un film del 1963 diretto da Pino Mercanti.

## Trama
Il dominio del crudele Cesare Borgia è contrastato da Caterina Sforza e dai congiurati del Garofano Rosso, che mandano come sicario la bella Ginevra. Ma Cesare e Ginevra si innamorano davvero.